# Озеро Червоне (пам'ятка природи)
Озеро Червоне — гідрологічна пам'ятка природи місцевого значення в Україні. Об'єкт природно-заповідного фонду Сумської області. Площа 30,9 га. Як об’єкт ПЗФ створений 23.12.1981. Розташована посеред с. Червоне Озеро. Озеро природного походження в долині р. Сейм, має джерельний тип живлення.